# Carling Zeeman
Carling Zeeman (Hamilton, 27 de mayo de 1991) es una deportista canadiense que compitió en remo.
Ganó una medalla de plata en el Campeonato Mundial de Remo de 2013, en la prueba de cuatro scull. Participó en dos Juegos Olímpicos de Verano, ocupando el décimo lugar en Río de Janeiro 2016 y el octavo en Tokio 2020, en la prueba de scull individual.

## Palmarés internacional
| Campeonato Mundial | Campeonato Mundial      | Campeonato Mundial | Campeonato Mundial |
| Año                | Lugar                   | Medalla            | Prueba             |
| ------------------ | ----------------------- | ------------------ | ------------------ |
| 2013               | Chungju (Corea del Sur) | Medalla de plata   | Cuatro scull       |